# 1941 (映画)
『1941』（邦題としてはいちきゅうよんいちと読ませる）は、1979年に公開されたアメリカ映画。ユニバーサル映画とコロンビア ピクチャーズの共同製作。スティーヴン・スピルバーグ監督、ロバート・ゼメキスとボブ・ゲイルが脚本。ミッキー・ロークのデビュー作である。

## 概要
『ジョーズ』、『未知との遭遇』とヒット作を飛ばしてきたスティーヴン・スピルバーグが『未知との遭遇』に続いて監督した作品。
冒頭から『ジョーズ』のオープニングのパロディを用いたり、『サタデー・ナイト・ライブ』のキャストらを使った贅沢な映画だが、興行的には失敗。本作以降、コメディ関係は若手などに監督を任せ、スピルバーグは製作という立場をとることになる。2008年8月にユニバーサル・ピクチャーズ・ジャパン（現：ジェネオン・ユニバーサル・エンターテイメントジャパン）からDVDが発売された。
本作のモチーフとなったのは、伊17によるカリフォルニア州サンタバーバラのエルウッド製油所攻撃や、伊26によるカナダのバンクーバー島攻撃など、太平洋戦争中に遂行された日本海軍潜水艦による一連のアメリカ本土砲撃、そして日本軍の攻撃に対するアメリカ人の恐怖が引き起こしたロサンゼルスの戦いである。また1943年のズートスーツ暴動もモチーフの1つとされる。

## ストーリー
1941年12月13日（土曜日）午前7時1分（真珠湾攻撃から6日後）、三田村昭郎中佐が指揮し、ドイツ海軍士官ヴォルフガング・フォン・クラインシュミットが同乗する日本海軍の潜水艦がカリフォルニア海岸沖に浮上した。ロサンゼルスの何か「名誉あるもの」を破壊したい三田村は、ハリウッドを狙うことを決定する。
同日朝、フランク・ツリー軍曹、チャック・シタースキー伍長、フォーリー、リース、ヘンショーの各二等兵から成る第10機甲師団M3リー戦車隊員は、皿洗い係のウォーリー・スティーブンスとその友人デニス・デソトが働くロサンゼルスのカフェで朝食をとっている。ウォーリーはその夜、ガールフレンドのベティ・ダグラスと一緒にクラブで行われるダンスコンテストに出場する予定だ。極度に短気なシタースキーにとって、ダンスのステップを踏みながら働くウォーリーは直ちに気に食わない存在となり、ウォーリーを転ばせ喧嘩となり、ウォーリーに屈辱を与えたまま店を出る。 
アメリカ陸軍航空隊の大尉ワイルド・ビル・ケルソーは、カーチス P-40・ウォーホークで日本軍を探すため西部諸州を荒々しく飛行し、各地で混乱を引き起こす。一方、ロサンゼルスではジョセフ・W・スティルウェル少将が、日本がカリフォルニアを攻撃すると信じている州民を落ち着かせようとする。ロングビーチのドーハティ空港での記者会見中、スティルウェル将軍の補佐官ルーミス・バークヘッド大尉は、スティルウェル将軍の新しい秘書である昔の恋人ドナ・ストラットンと出会う。ドナが飛行機に乗ると性的興奮を覚えることを知っているバークヘッドは、ドナをB-17爆撃機の操縦席に誘い込み誘惑する。彼の試みは失敗し、怒ったドナは彼を殴る。機内で転倒したバークヘッドは誤って爆弾投下のレバーを押してしまい、爆弾は記者席に向かって転がって爆発したが、スティルウェルと記者たちは何とか無傷で逃れることが出来た。
父ウォード・ダグラスと母ジョーンが住むサンタモニカの海沿いの家で、米国慰問協会（USO）の接遇係になったばかりのベティとその友人マクシン・デクスハイマーは、ウォリーに、ダンスコンテスト会場に入れるのは軍人に限られるので、軍人としか踊れないと告げる。ウォーリーがベティと交際することを認めていない父ウォードが現れると、ウォーリーは車庫に隠れる。そこにツリー軍曹と部下たちが到着し、陸軍がウォード家の庭に対空砲台を設置したいと考えていることをウォードとジョーンに告げる。近くではシタースキーはベティにちょっかいを出し始め、ウォーリーは隠れていた車庫のロフトから落ちてしまう。ウォーリーとシタースキーは朝にお互いにカフェで会ったことを想い出した。ツリーの部下たちはウォーリーを家の敷地外に追い出し、通りかかったゴミ収集車の上に放り投げた。
一方、日本の潜水艦では羅針盤が故障し、ロサンゼルスを探す筈が、方向を見失っていた。上陸部隊が編成され、木こりのホリス「ホリー」ウッドを捕獲する。潜水艦内でホリスは身体検査をされ、乗組員たちはスナック菓子のおまけの小さいおもちゃのコンパスを見つけて歓喜するが、ホリスはそれを奪い返して飲み込んでしまう。乗組員がホリスにひまし油を強制的に飲ませてコンパスを排泄させようとしたが、ホリスは便所で一計を案じて艦内を混乱させ潜水艦から脱出してしまう。
ウォードの隣人で地上監視隊に所属するアンジェロ・シオリは、敵機を偵察するためにオーシャンフロント遊園地の観覧車にクロードとハーブを乗せる。ドナを飛行機に乗せようと決めたバークヘッドは、ドナをバーストウの第501爆弾処理部隊まで車で連れて行くが、そこで精神的に不安定な「マッドマン」マドックス大佐が飛行機を貸してくれることになる。漸く飛行機に乗れて興奮したドナは、飛行中にバークヘッドを喜ばせ始める。
米国慰問協会のダンス会場では、シタースキーがベティを強引にダンスに誘う。ウォーリーは会場に忍び込みベティと再会する。彼らはダンスコンテストで優勝し、短気なシタースキーがウォーリーを殴ったことから、陸軍兵士、海軍水兵、海兵隊員の間で乱闘が勃発し、それが通りにまで波及して暴動となった。ツリー軍曹とその部下たちは乱闘を鎮める。その直後、ロサンゼルスに厳戒態勢が敷かれ、バークヘッドとドナが市の上空を飛行したことから、対空砲台が彼らに向けて発砲した。ケルソーはバークヘッドの飛行機を追尾し攻撃を加え、飛行機はラ・ブレア・タールピットに不時着した。観覧車の上で見張りをしていたクロードとハーブは、上空を飛ぶケルソーのP-40を日本の零戦と間違えて撃って弾を命中させてしまう。ケルソーは市内に不時着し、桟橋付近で発見した日本潜水艦について軍当局に報告した。ツリー軍曹が頭を打って気を失った後、ダンス会場で酔った下士官から軍服を奪って着ていたウォーリーが戦車の指揮を執ることとなり、シタースキーに乱暴されそうになっているベティを救出する。ケルソーの報告を受け、ウォーリー、ベティ、デニス及び戦車隊員たちは桟橋に向けて出発し、ケルソーもバイクに乗って続いた。
ダグラス家では、ウォードが浮上した潜水艦を発見し、勝手に対空砲を発砲し始め、その余波で家は大破することとなった。潜水艦も発砲し返し、その砲弾は観覧車に命中し、観覧車は桟橋上を転がった後、海に落ちる。フォン・クラインシュミットが潜水艦を早めに退避させようとしたとき、三田村はフォン・クラインシュミットを海に投げ飛ばす。戦車は桟橋に到着するが、潜水艦の魚雷が桟橋に命中して戦車は海中に没する。ケルソーはバイクごと桟橋から飛び降りて潜水艦まで泳ぎ着き、ハッチを開けて艦内に乱入するが、そこで日本軍に捕らえられた。
翌朝、スティルウェルと部下たちは他の兵士たちも集まっているダグラス家の残骸に到着する。ウォードは自分たちのクリスマスが敵によって台無しにされることは無いと誓い、それを示すために、彼はクリスマスリースを玄関のドアに釘で打ち付ける。すると不安定な家の残骸は海に向かって崩れ落ちてしまう。回りが議論しているのを見ていたスティルウェルはツリー軍曹にこう言う。 「長い戦争になるよ。」

## スタッフ
- 監督：スティーヴン・スピルバーグ
- 製作：バズ・フェイトシャンズ
- 製作補：ジャネット・ヒーリー、マイケル・カーン
- 製作総指揮：ジョン・ミリアス
- 原案：ロバート・ゼメキス、ボブ・ゲイル、ジョン・ミリアス
- 脚本：ロバート・ゼメキス、ボブ・ゲイル
- 撮影：ウィリアム・A・フレイカー
- プロダクションデザイン：ディーン・エドワード・ミッツナー
- 美術：ウィリアム・F・オブライアン
- 衣装デザイン：デボラ・ナドールマン
- 編集：マイケル・カーン
- キャスティング：サリー・デニソン
- 音楽：ジョン・ウィリアムズ
- 舞台装置：ジョン・P・オースティン

## キャスト
| 役名                                           | 俳優                                 | 日本語吹替                          | 日本語吹替      |
| 役名                                           | 俳優                                 | TBS版                               | ソフト版        |
| ---------------------------------------------- | ------------------------------------ | ----------------------------------- | --------------- |
| フランク・トゥリー軍曹                         | ダン・エイクロイド                   | 内海賢二                            | 横島亘          |
| ウォード・ダグラス                             | ネッド・ビーティ                     | 大平透                              | 村松康雄        |
| ワイルド・ビル・ケルソー大尉                   | ジョン・ベルーシ                     | 熊倉一雄                            | 中博史          |
| ジョーン・ダグラス                             | ロレイン・ゲイリー                   | 桜京美                              | 日野由利加      |
| クロード・クラム                               | マーレイ・ハミルトン                 | 広瀬正志                            | 稲葉実          |
| ウォルフガング・フォン・クラインシュミット大佐 | クリストファー・リー                 | 千葉耕市                            |                 |
| ルーミス・バークヘッド大尉                     | ティム・マシスン                     | 石丸博也                            | 川中子雅人      |
| アキロー・ミタムラ中佐                         | 三船敏郎                             | 原語音声                            | 石田太郎        |
| マッドマン・マドックス大佐                     | ウォーレン・オーツ                   | 納谷悟朗                            | 小島敏彦        |
| ジョセフ・W・スティルウェル少将                | ロバート・スタック                   | 久松保夫                            | 有本欽隆        |
| チャック・ストレッチ・シタースキー伍長         | トリート・ウィリアムズ               | 羽佐間道夫                          | 伊藤健太郎      |
| ドナ・ストラットン                             | ナンシー・アレン                     | 沢田和猫                            | 恒松あゆみ      |
| ガス・ママ（エロイース）                       | ルシール・ベンソン                   |                                     | 林りんこ        |
| メイシー・ダグラス                             | ジョーダン・ブライアン               |                                     | 西墻由香        |
| フォーリー上等兵                               | ジョン・キャンディ                   | 西尾徳                              | 喜山茂雄        |
| パトロン（デクスター）                         | エリシャ・クック                     |                                     |                 |
| ハービー・カズルミンスキー                     | エディ・ディーゼン                   | 清川元夢                            | 落合弘治        |
| ウォーリー・スティーヴンス                     | ボビー・ディ・シッコ                 | 水島裕                              | 興津和幸        |
| ベティ・ダグラス                               | ダイアン・ケイ                       | 麻上洋子                            | 鬼頭典子        |
| デニス・デソト                                 | ペリー・ラング                       | 沢木郁也                            |                 |
| リディア・ヘドバーグ                           | パティ・ルポーン                     |                                     |                 |
| デュボア二等兵                                 | J・パトリック・マクナマラ            |                                     |                 |
| オグデン・ジョンソン・ジョーンズ二等兵         | フランク・マクレー                   |                                     |                 |
| ガス・ダグラス                                 | スティーヴン・モンド                 |                                     | 的場加恵        |
| ホリス・P・ウッド                              | スリム・ピケンズ                     | 納谷悟朗                            | 宝亀克寿        |
| マキシーン・デックスハイマー                   | ウェンディ・ジョー・スパーバー       |                                     | 根本圭子        |
| アンジェロ・シオリ                             | ライオネル・スタンダー               | 熊倉一雄                            | 玉野井直樹      |
| マルコム氏                                     | ダブ・テイラー                       |                                     |                 |
| マイヤー・ミシュキン                           | イグナチオ・ウルフィントン           |                                     |                 |
| スティーヴィー・ダグラス                       | クリスチャン・ジカ                   |                                     | 長尾雅世        |
| ウィノウスキー                                 | ロニー・マクミラン                   |                                     | 佐藤芳洋        |
| ラウル・リプシッツ                             | ジョセフ・P・フラエティ              |                                     |                 |
| ジョー                                         | デイビット・ランダー                 |                                     |                 |
| ウィリー                                       | マイケル・マッキーン                 |                                     |                 |
| 寒中水泳する女                                 | スーザン・バックリニー               |                                     |                 |
| 迎撃機司令官                                   | サム・フラー (サミュエル・フラー)    |                                     |                 |
| ミゼラニー                                     | ジョン・ランディス                   |                                     |                 |
| ミラー将校                                     | リチャード・ミラー                   |                                     |                 |
| アシモト                                       | アキオ・ミタムラ                     |                                     |                 |
| リース                                         | ミッキー・ローク                     |                                     |                 |
| 新米水兵                                       | ドノヴァン・スコット                 |                                     |                 |
| イトウ(航海長)                                 | 清水宏                               |                                     |                 |
| 乱闘する海兵                                   | ジェームズ・カーン（クレジットなし） |                                     |                 |
| セールスマン                                   | シドニー・ラシック（クレジットなし） |                                     |                 |
| 不明 その他                                    |                                      | 市川千恵子 岡和男 西村知道 鈴置洋孝 | 白熊寛嗣 小柳基 |
|                                                |                                      |                                     |                 |
| 演出                                           | 演出                                 | 春日正伸                            |                 |
| 翻訳                                           | 翻訳                                 | 飯嶋永昭                            |                 |
| 効果                                           | 効果                                 | PAG                                 |                 |
| 調整                                           | 調整                                 | 丹波晴道                            |                 |
| 制作                                           | 制作                                 | 東北新社                            |                 |
| 解説                                           | 解説                                 | 荻昌弘                              |                 |
| 初回放送                                       | 初回放送                             | 1982年1月4日 『月曜ロードショー』   |                 |

## 撮影エピソード
- 打ち合わせの為に撮影現場を訪れた三船敏郎は、軍艦旗や艦型など日本海軍への誤解に基づく誤りをいくつか見つけた。三船はスピルバーグやミリアスに訂正を申し入れた上で一旦、日本へ帰国し、戦時中に潜水隊司令を歴任した今和泉喜次郎元海軍大佐や海上自衛隊幹部から提供された伊19の設計図など旧海軍の資料を撮影現場へ持ち帰り、訂正を行った。また日系三世や四世の「アメリカンボーイ」に対する「帝国海軍乗員」たる訓練にも大きく時間を割いたという[5]。こうした三船の努力もあり、ハリウッド映画特有の「変な日本の描写」は比較的少ない。
- 史実では、実際に行われたアメリカ本土砲撃の際にドイツ軍の観戦武官は日本海軍の潜水艦に搭乗していない。
- 三船敏郎は本作以前にもジョージ・ルーカスから『スター・ウォーズ』のオビ＝ワン・ケノービ（もしくはダース・ベイダー）役を依頼されたが、よく知らない監督であったため断った。『スター・ウォーズ』がヒットしたので、今度はルーカスの友人のスピルバーグの依頼で本作に出演することになったという。
- 冒頭の『ジョーズ』のパロディシーンを演じたスーザン・バックリーニは、実際に『ジョーズ』の冒頭で鮫に捕食された役も演じている[6]。
- 本作を制作していた頃、スピルバーグは「自ら何でもやらなければならない」という考えを持っていたため、誰かに仕事を振るということをほとんどしなかったという。スピルバーグ自身、「あの頃の自分は驕っていた。観客にも批評家にも酷評されたことが自分にとって1番いい出来事だった。以降は謙虚になったよ」と語っている[7]。
- 本作は破壊のシーンが多かったため、公開時は観客は耳を抑えていることが多かったという[7]。
- ドキュメンタリー映画「Stanley Kubrick: A Life in Pictures」に出演したスピルバーグによれば、スタンリー・キューブリックは1941をコメディではなくドラマとして製作する必要があると示唆したという[6]。
- 1941は世界的にも著名な日本人俳優である三船敏郎が出演したアメリカ映画の一つとしても注目される。また、三船が英語と日本語の台詞を吹き替え無しの肉声で録音した唯一のアメリカ映画である。他の映画では、しばしばポール・フリーズによって吹き替えされた[6]。
- 当初、カメオ出演の一環として、ジョン・ウェインやチャールトン・ヘストンにスティルウェル将軍役を依頼していた。ところが台本を読んだ彼らは、病気を理由にこの依頼を断っただけではなく、スピルバーグに製作そのものの中止を促した。ウェインもヘストンもタカ派俳優として知られており、彼らはこの映画が非愛国的なものであると考えたのである。スピルバーグは次のように回想している。

- ウェインから撮影への反対があったにも拘わらず、1941ではウェインの主演した『静かなる男』のオマージュとして、ウェインとヴィクター・マクラグレンが殴り合いの喧嘩をするシーンで使用されたものと同じアイルランドフォーク『The Rakes of Mallow』が暴動のシーンで使用された。またホリー・ウッドの尋問シーンでは「ジョン・ウェインに怒られる」という台詞がある。
- マッドマン・マドックス大佐の駐在する基地の滑走路からワイルド・ビル・ケルソー大尉が飛び立つ直前、誤って翼から滑り落ちる場面は予定されたギャグではなく本当のハプニングであったが、ケルソーのエキセントリックなキャラクターに合わせて残された。
- ジョン・ベルーシは軍服を盗まれた憲兵が放り込まれるレストランでスパゲッティを食べる客も演じている。これはサタデー・ナイト・ライブ（SNL）のコントにてベルーシが演じていた、『ゴッドファーザー』のマーロン・ブランドをパロディ化したキャラクターである。また、べルーシは本作品出演以前からSNLにてサムライ・シリーズと称される三船敏郎のモノマネをベースとしたコントをシリーズ化していた。そのべルーシと三船は本作品で共演者という立場ではあるが、2人が同じ場面に登場することはない。ベルーシはしばしばユーモラスなアイデアをスピルバーグへと提供した[6]。
- 暴動のシーンでは、水兵に扮したエキストラの一人にジェームズ・カーンが紛れ込んでいる。
- ストーリーの中程で大砲がドアをぶち抜く場面があるが、前と後で穴の箇所が違う。
- ダンスパーティーの会場の床に描かれていたのは東條英機とアドルフ・ヒトラー。
- P-40がハイオク・ガソリンを貰った場所は『激突!』でも使用されたガソリンスタンド。
- サイドカーから側車が外れた場面をよく見ると側車のみでも走行できるよう、舟の単車側の部分にも撮影用に追加されたとされる車輪が確認できる。
- 浮上した潜水艦の水上シーンはプールに実物大のセットを構築して再現している。
- トゥリーの部下であるリース一等兵を演じたミッキー・ロークのデビュー作としても知られる。
- 本作に登場するM3中戦車の名前「ルル・ベル」号は競走馬の名に由来し、ハンフリー・ボガートが主演した1943年の映画『サハラ戦車隊』へのオマージュである。また本作の「ルル・ベル」号はM4中戦車に改造を施したものだが、サハラ戦車隊の「ルル・ベル」号には本物のM3中戦車が使用されていた[9]。
- 本作に携わった模型技師グレッグ・ジェインは、後に『新スタートレック』の製作に参加し、宇宙船USSボーズマン(U.S.S. Bozeman)の船体番号を本作にちなんだ「NCC-1941」とした[10]。
- 1941は急逝したユニバーサル・スタジオの脚本家チャールシー・ブライアントに捧げられたものだという。彼女はジョーズや未知との遭遇の脚本に参加しており、本来ならば本作の脚本も手がけることになっていた[11]。